# José Maria de Vasconcelos
José Maria de Vasconcelos (Tianguá, 24 de junho de 1933 – Granja, 22 de maio de 2006), mais conhecido como Monsenhor José Maria, foi um religioso e sacerdote católico brasileiro. 

## Biografia
Filho de José Joaquim de Vasconcelos e de Maria Creoniza de Vasconcelos, iniciou suas atividades sacerdotais em 1962, quando foi nomeado vigário de São João dos Patos. Dois anos depois recebeu a provisão, nomeando-o vigário de São Francisco do Maranhão. De 1966 a 1970 foi vigário da Paróquia de São Domingos do Maranhão. No ano seguinte foi nomeado por Dom Walfrido Teixeira Vieira pároco da cidade de Granja, onde exerceu tal atividade até 2004. Ainda 1971 foi eleito Consultor da Diocese de Tianguá. Em 1974 tornou-se bacharel em Filosofia pela Faculdade Estadual em Fortaleza. Em 1987 recebeu o título de Monsenhor.
Faleceu em Granja, no dia 22 de maio de 2006, sendo sepultado em Tianguá, sua cidade natal.

## Homenagem
Em 2013 a praça localizada ao lado da Igreja de Nossa Senhora do Livramento, no distrito de Parazinho, em Granja, passou a se chamar Praça Monsenhor José Maria de Vasconcelos, uma homenagem ao ex-pároco que prestou relevantes serviços àquela comunidade.